# باربرا كابريتا
باربرا كابريتا (بالفرنسية: Barbara Cabrita)‏ (ولدت في تراب في مقاطعة إيفلين من مواليد 9 مايو 1982) هي ممثلة فرنسية برتغالية. 

## وصلات خارجية
- باربرا كابريتا على موقع IMDb (الإنجليزية)
- باربرا كابريتا على موقع ألو سيني (الفرنسية)
- باربرا كابريتا على موقع قاعدة بيانات الفيلم (الإنجليزية)
- باربرا كابريتا على موقع كينوبويسك (الروسية)